# Mun Ki-nam
 (9 août 2025).
Le texte peut changer fréquemment, n’est peut-être pas à jour et peut manquer de recul. N’hésitez pas à participer, en veillant à citer vos sources.
Pour les articles homonymes, voir Mun.
Mun Ki-nam, né en 1948 et mort le 9 août 2025, est un entraîneur nord-coréen de football. Il dirige notamment la sélection de Corée du Nord entre 1998 et 1999.

## Biographie
En 1998, la fédération nord-coréenne décide de remettre sur pied la sélection. En effet, après l'élimination peu glorieuse des Chollimas de la course à la Coupe du monde 1994, l'équipe nationale n'a plus disputé aucun match depuis octobre 1993. C'est donc Mun Ki-nam qui est choisi pour remplir la première mission fixée par les cadres dirigeants : bien figurer lors des Jeux asiatiques 1998, organisés en Thaïlande. Après un match amical de préparation joué à Koweït City et perdu (0-4) face au Koweït en mars 1998, les Nord-Coréens atteignent le second tour de la compétition, où ils sont devancés par l'Ouzbékistan et le Turkménistan. 
L'année suivante, Mun et ses hommes participent à la King's Cup, traditionnellement organisée à Bangkok en Thaïlande. Ils parviennent à atteindre la finale, après trois matchs nuls (contre une sélection de Hongrie, le pays hôte et le Brésil U20). La finale oppose les Nord-Coréens aux jeunes Brésiliens, qui s'imposent sans grande difficulté sept buts à un. Cette déroute signe la fin du mandat du technicien, qui est remplacé par Myong Dong-chan avant le début des éliminatoires pour la Coupe d'Asie des nations 2000.
Son bilan sur le banc de l'équipe nationale est médiocre puisqu'il n'a remporté aucune victoire en neuf rencontres, avec cinq nuls et quatre défaites.